# Студенчица
Студенчица е река в Северна Македония. Води началото си от карстовия извор Казани. Влива се в река Треска, като е неин ляв приток. Дължината ѝ е 16,6 km, а площта на водосборния ѝ басейн е 52,8 km2. Чрез водопровода „Студенчица“ част от водите ѝ се използват за водоснабдяване на селищата в Кичевско, Бродско, Прилепско и Крушевско.